# Seaforth (Merseyside)
Seaforth – wieś w Anglii, w hrabstwie ceremonialnym Merseyside, w dystrykcie metropolitalnym Sefton. Leży 8 km na północ od centrum Liverpool i 293 km na północny zachód od Londynu.